# Born-de-Champs
Pour les articles homonymes, voir Born.
Born-de-Champs (nom officiel), aussi appelée Born-des-Champs, est une ancienne commune française située dans le département de la Dordogne, en région Nouvelle-Aquitaine. D'abord associée à la commune de Sainte-Sabine-Born en 1974, elle est intégrée à celle de Beaumontois en Périgord en 2016.

## Géographie
En Bergeracois, en limite sud du département de la Dordogne, Born-de-Champs formait la partie sud-ouest de la commune de Sainte-Sabine-Born.

## Urbanisme

### Villages, hameaux et lieux-dits
Outre le bourg de Born des Champs proprement dit, le territoire se compose d'autres villages ou hameaux, ainsi que de lieux-dits :
- les Albarèdes
- le Bos
- les Caillauds
- Champe
- le Chaupre
- les Croses
- Fonqueyrade
- les Jouandis
- le Margot
- les Mérigues
- les Thomas.

## Toponymie
Du mot pré-latin, Borna (« trou, source »), sans doute d'origine gauloise.

## Histoire
Born-de-Champs est une commune créée à la Révolution.
Le 1er janvier 1974, elle entre en fusion-association avec celle de Sainte-Sabine qui prend alors le nom de Sainte-Sabine-Born.
Au 1er janvier 2016, Sainte-Sabine-Born fusionne avec trois autres communes pour créer la commune nouvelle de Beaumontois en Périgord. À cette date, Born-de-Champs est supprimée en tant que commune associée.

## Rattachements administratifs
Dès 1790, la commune de Born-de-Champs est rattachée au canton de Beaumont qui dépend du district de Belvès jusqu'en 1795, date de suppression des districts. En 1801, le canton est rattaché à l'arrondissement de Bergerac.

## Démographie
Le dernier dénombrement de population officiel de Born-de-Champs est celui de l'année 2013, mis en ligne le 1er janvier 2016 par l'Insee. Il fait apparaître une population municipale de 56 habitants.
| 1793 | 1800 | 1806 | 1821 | 1831 | 1836 | 1841 | 1846 |
| ---- | ---- | ---- | ---- | ---- | ---- | ---- | ---- |
| 300  | 228  | 220  | 257  | 237  | 240  | 234  | 224  |

| 1851 | 1856 | 1861 | 1866 | 1872 | 1876 | 1881 | 1886 |
| ---- | ---- | ---- | ---- | ---- | ---- | ---- | ---- |
| 207  | 216  | 207  | 220  | 202  | 190  | 196  | 179  |

| 1891 | 1896 | 1901 | 1906 | 1911 | 1921 | 1926 | 1931 |
| ---- | ---- | ---- | ---- | ---- | ---- | ---- | ---- |
| 172  | 147  | 156  | 178  | 151  | 126  | 133  | 118  |

| 1936 | 1946 | 1954 | 1962 | 1968 | - | - | - |
| ---- | ---- | ---- | ---- | ---- | - | - | - |
| 122  | 108  | 97   | 101  | 105  | - | - | - |